# Otberto
Otberto es un personaje legendario de la Edad Media, Según la tradición, en la noche de Navidad de 1202, un grupo de muchachos entre los cuales figuraba Otberto, se puso a bailar en el cementerio de Koelbigk (Sajonia), perturbando así la celebración de la misa. El sacerdote les intimó a que cesasen en sus bailes y como los muchachos se negasen, aquel les maldijo y continuaron bailando día y noche por espacio de un año. Al cabo de este tiempo sobrevino un terremoto y los danzantes malditos desaparecieron.
Esta leyenda la encontramos también, más o menos desfigurada, en otras regiones de Europa. En Cataluña existe en el Vallés (Barcelona) desde tiempo inmemorial y Fernando Agulló escribió un relato en verso de la misma, con el título de Les balladores (Barcelona, 1884)